# 캐럴 그라이더
캐럴 위드니 그라이더(영어: Carol Widney Greider, 1961년 4월 15일~, 미국 캘리포니아주)는 미국 존스 홉킨스 대학교의 생물학 및 유전학과 교수로 재직중인 분자생물학자이다.

## 업적
말단소립 복제효소(Telomerase)를 발견한 공로로 엘리자베스 블랙번, 잭 쇼스택 박사와 함께 2009년 노벨 생리학·의학상을 공동 수상하였다.

## 학력
- 1975~1979년: 데이비스 고등학교 (졸업)
- 1979~1983년: 캘리포니아 대학교 산타바바라 생물힉과 (학사)
- 1983~1987년: 캘리포니아 대학교 버클리 분자생물학 (박사)

## 생애
캐럴 그라이더는 1961년 미국 캘리포니아주의 샌디에이고에서 태어났다. 하지만 그녀는 유년시절의 대부분을 데이비스에서 보냈다. 캘리포니아 대학교 산타바바라 생물학과에 입학한 그녀는 1983년 이학사 학위를 취득하였고, 4년 뒤인 1987년에는 캘리포니아 대학교 버클리에서 분자생물학으로 이학박사 학위를 취득하였다. 박사과정 중에 지도교수인 엘리자베스 블랙번과 함께 세포 분열시 염색체가 보호되는 기전에 대한 연구를 진행하는 과정에서 말단소립 복제효소를 발견하였다.
1988년, 그라이더는 뉴욕 콜드 스프링 하버 연구소에 직장을 잡아 연구원으로 9년가량 근무하였다. 이곳에서도 그녀는 말단소립 복제효소에 대한 연구를 계속 진행하였다. 1997년, 그녀는 존스 홉킨스 대학교에서 분자생물학 및 유전학 교수로서 현재까지 근무하고 있다. 2003년에는 미국립과학원(the National Academy of Sciences) 원장을 역임하였다.

## 말단소립에 대한 연구
1990년대 초반, 그레이더는 말단소립(텔로미어, telomere)의 길이에 중점을 둔 연구를 수행하였다. 이 연구를 통해 일정한 길이 이상의 말단소립이 제거된 세포는 사멸이 일어나는 것이 관찰되었다. 즉, 말단소립은 세포의 수명을 결정짓는 중요한 기능을 한다는 결론을 얻을 수 있었다. 그런데 특정 종류의 암세포의 경우 말단소립이 세포의 수명 결정에 있어서 제구실을 하지 못한다. 그레이더는 말단소립 복제효소가 비정상적으로 기능할 때 암이 발생할 것이라고 추론하였다. 이같은 가설을 검증하기 위한 실험에서, 그녀는 말단소립 복제효소의 기능이 저해된 암세포의 크기가 줄어들거나 생장속도가 감소하는 현상을 관찰할 수 있었다. 이 실험의 결과는 보다 진보한 항암제의 등장을 암시한다.
최근 그녀는 말단소립의 길이 감소 현상이 노화 및 퇴행성 질환에 미치는 영향에 대한 연구를 수행중이다.

## 같이 보기
- 여자 노벨상 수상자 목록